# Brasil nos Jogos Olímpicos de Verão de 1988
O Brasil competiu nos Jogos Olímpicos de Verão de 1988 em Seul, na Coreia do Sul.